# Zing MP3
Zing MP3 là một dịch vụ âm nhạc kỹ thuật số thuộc hệ thống Zing, được quản lý và vận hành bởi VNG. Ra mắt lần đầu từ năm 2007, đến nay Zing MP3 được coi là một trong những trang web âm nhạc trực tuyến lớn nhất Việt Nam.
Zing Music Awards là Giải thưởng âm nhạc trực tuyến đầu tiên tại Việt Nam, được khởi động vào tháng 9 năm 2010 bởi Zing. Giải thưởng ra đời nhằm ghi nhận và vinh danh những nghệ sĩ đã có nhiều đóng góp trên thị trường âm nhạc trực tuyến. Giải thưởng được tổ chức thường niên.

## Lịch sử
Zing MP3 chính thức phát hành lần đầu vào tháng 11 năm 2007 với tư cách là sản phẩm đầu tiên trong hệ thống Zing của VNG. Đến tháng 3 năm 2011, ứng dụng Zing MP3 ra mắt và hỗ trợ trên các hệ điều hành di động iOS, Android và Windows Phone cũng như dòng Internet Tivi Sony vào tháng 9 cùng năm.

## Tính năng
Các tính năng của Zing MP3 hiện nay bao gồm nghe nhạc miễn phí chất lượng cao 320 Kbps, hát karaoke, phòng nhạc, theo dõi trang cá nhân của nghệ sĩ, hệ thống tự động tìm kiếm, truy xuất nhạc bằng trí tuệ nhân tạo, cập nhật danh sách những bài hát, ca sĩ mới, video âm nhạc theo nhu cầu người nghe, cho phép tải, nhúng liên kết bài hát vào các trang web khác nhau hay gửi cho bạn bè những bài hát mình yêu thích. Ngoài ra, Zing MP3 cũng là nơi sở hữu kho nhạc Việt lớn nhất với hơn 85% bản quyền nhạc Việt, trong đó khoảng 80% là các bản ghi phát hành độc quyền và thường xuyên ký kết hợp tác với nhiều nghệ sĩ cùng công ty âm nhạc khác nhau để phát hành nhạc độc quyền trên nền tảng.

## Ảnh hưởng
Zing MP3 được xem là một trong những trang web âm nhạc trực tuyến lớn nhất Việt Nam. Tại thời điểm ra mắt, Zing MP3 đã mở ra một xu hướng nghe nhạc mới và nhanh chóng trở thành website số một về âm nhạc tại thời điểm khi lọt vào danh sách 1.000 website được truy cập nhiều nhất trên thế giới và 50 website được truy cập nhiều nhất tại Việt Nam chỉ sau 45 ngày ra mắt theo Alexa. Cũng trong một thống kê vào năm 2012, dịch vụ đã có 10 triệu người dùng, với trung bình mỗi ngày có 7.1 triệu bài hát, 1.95 triệu video, 1.85 triệu album được nghe và xem. Ứng dụng Zing MP3 sau khi được phát hành cũng thường xuyên lọt top 3 các ứng dụng được cài nhiều nhất tại nhiều cửa hàng ứng dụng khác nhau.

## Tranh chấp bản quyền
Zing MP3 từng gặp phải nhiều bê bối về vi phạm bản quyền âm nhạc. Vào năm 2014, Trung tâm Làng Văn đã khởi kiện công ty chủ quản VNG vì vi phạm bản quyền ở Hoa Kỳ, cáo buộc Zing MP3 thường xuyên đăng tải các tác phẩm có bản quyền và cho phép người dùng tải xuống hoàn toàn miễn phí mặc dù không sở hữu bản quyền. Công ty Việt Giải Trí cũng khởi kiện công ty vì đã vi phạm bản quyền gần 10.000 ca khúc nhạc K-pop của khoảng 700 nghệ sĩ Hàn Quốc được ủy quyền sử dụng hợp pháp tại Việt Nam, đồng thời yêu cầu bồi thường tiền thù lao là 4 tỷ đồng và chấm dứt việc vi phạm các tác phẩm mà công ty sở hữu bản quyền. Cùng năm này, nhạc sĩ Trần Lập đã kiện VNG vì đăng tải trái phép bài hát "Đường đến đỉnh vinh quang" với mức bồi thường 150 triệu đồng. Trước đó vào năm 2011, Zing MP3 cùng với bảy trang web âm nhạc khác từng bị ca sĩ Thái Thùy Linh gửi công văn cảnh cáo nhiều lần vì tự ý đăng trái phép những ca khúc trong album "Bộ đội" của cô khiến cho doanh thu của album bị lỗ.
Tháng 12 năm 2018, ca sĩ Duy Mạnh đã đâm đơn kiện Zing MP3 ra tòa với cáo buộc đăng tải trái phép hàng trăm ca khúc của ông. Ban đầu phía Zing ra yêu cầu bồi thường 500 triệu đồng nhưng bị từ chối. Số tiền sau đó được tiết lộ lên tổng 1 tỉ đồng song Duy Mạnh yêu cầu con số 1,5 tỉ, dọa sẽ ra tòa giải quyết nếu không thanh toán. Ngay lập tức, Zing MP3 đã gỡ toàn bộ thông tin và các bài hát liên quan đến nam ca sĩ ra khỏi nền tảng này.

## Giải thưởng
| Năm  | Giải thưởng                                                     | Hạng mục                                          | Kết quả   | Tham khảo |
| ---- | --------------------------------------------------------------- | ------------------------------------------------- | --------- | --------- |
| 2014 | Chương trình Bình chọn sản phẩm di động được ưa chuộng nhất năm | Dịch vụ nội dung trên di động được ưa chuộng nhất | Đoạt giải | [ 2 ]     |